# Selva de cemento (telenovela de 1986)
Selva de cemento fue una telenovela brasileña producida por TV Globo, entre el 24 de febrero y el 22 de agosto de 1986, contando con 150 capítulos, reemplazando a Roque Santeiro y siendo sustituido por Rueda de fuego.
Esta fue una regrabación de la telenovela homónima de Janete Clair, exhibida por la Rede Globo en 1972 y fue escrito por Regina Braga y Eloy Araújo, y dirigida por Wálter Avancini, Dennis Carvalho, Ricardo Waddington y José Carlos Pieri, con dirección general de Dennis Roble.
Esta nueva versión fue protagonizada por Tony Ramos y Fernanda Torres, con las participaciones antagónicas de Christiane Torloni, Sebastião Vasconcelos y Miguel Falabella y con las actuaciones estelares de José Mayer, Deborah Evelyn, Walmor Chagas y Maria Zilda en los papeles principales.

## Argumento
La trama comienza en la ciudad de Duas Barras, en el estado de Río de Janeiro. Cristiano Vilhena, hijo de un pobre predicador evangélico, se ve envuelto en una pelea con mal carácter Gaston Neves, que se mate en ocurrido. La lucha se evidencia con la artista Simone Marques, que aprendió de Cristiano de inocencia, el secreto y se involucra con él amorosamente. Decidido a cambiar su vida, Cristiano va a Río de Janeiro a trabajar para su tío Arístides Vilhena, y Simone, pensando en su futuro como artista, va junto con él. Una vez allí se casan y se mueven en el Palacio de Pensiones, el cual es administrado por Fanny divertido. En esta pensión, conocer Miro, la cara de un personaje totalmente dudosa.
Bajo el nuevo mundo en el que vive, Cristiano conoce a Fernanda, uno de los accionistas de la yarda de su tío y su primo de la novia Caio. Cada día que pasa, se encuentra cada vez más involucrados con ella. Completamente dividido entre Simone y Fernanda, Cristiano está bajo presión Miro villano, para terminar de una vez su relación con Simone, aunque cueste su propia vida. Porque para Miro, Cristiano y Fernanda boda proporcionaría la oportunidad de ser uno de los principales accionistas de la yarda. Fernanda luego dejar que se case con Caio Cristiano. Mientras tanto Miro planea la muerte de Simone. Para seguir una carretera allí, Simone sufre un grave accidente y es dado por muerto. Al escuchar la noticia, Cristiano está devastada, y con pesar, no puede casarse con Fernanda, dejándola en el altar. Ella jura venganza y empieza a Cristiano le impide en todos sus negocios en el patio.
Un rato después, Simone sobrevivió al accidente, regresa con el nombre de Rosana Reis, su hermana fallecida. En una fiesta, Cristiano reconoce, pero ella desprecia y la culpa por el accidente sufrido. Mientras tanto, Cristiano sigue siendo buscado por la muerte de Gaston Neves, y sólo Simone puede librarlo de culpa.

## Producción
La apertura fue uno de los más creativos jamás producido por el equipo del artista gráfico Hans Donner. En ella, varios edificios brotaron de una tierra árida, como las plantas - que juega una "jungla" de piedra y hormigón - y personajes de la trama en sus ventanas reflejadas. Al final, visto desde arriba, formada la cara de Tony Ramos. Para este propósito, se hicieron modelos de edificios cubiertos por espejos que dan la impresión de acristalamiento de edificios modernos. La grabación se hizo en el estudio, y las paredes estaban pintadas con nubes, para componer el fondo. Los modelos cubiertos con arcilla, salieron de la tierra manejada por el personal. Fue diseñado un bosquejo de la cara de Tony Ramos, en que se colocaron los edificios de plástico de tres tonos diferentes.

## Elenco
| Actor/Actriz              | Personaje                          |
| ------------------------- | ---------------------------------- |
| Tony Ramos                | Cristiano Vilhena                  |
| Fernanda Torres           | Simone Marques Vilhena/Rosana Reis |
| Christiane Torloni        | Fernanda Arruda Campos             |
| Miguel Falabella          | Agemiro Tavares (Miro)             |
| José Mayer                | Caio Vilhena                       |
| Walmor Chagas             | Aristides Vilhena (Tide)           |
| Maria Zilda               | Laura Vilhena                      |
| Sebastião Vasconcelos     | Sebastião Vilhena (Sessé)          |
| Yara Lins                 | Berenice                           |
| Otávio Augusto            | Jorge Moreno                       |
| Nicette Bruno             | Fanny Marlene                      |
| Iara Jamra                | Diva Vilhena                       |
| Stênio Garcia             | Mestre Pedro                       |
| Rogério Márcico           | Chico (Francisco Marques)          |
| Beth Goulart              | Cíntia Vilhena                     |
| Reinaldo Gonzaga          | Marcelo                            |
| Marilena Ansaldi          | Viví (Vivian Arruda)               |
| Juliana Carneiro da Cunha | Walkíria                           |
| Deborah Evelyn            | Flávia                             |
| André Di Mauro            | Guido                              |
| Tássia Camargo            | Joana / Jane                       |
| Márcia Rodrigues          | Madame Katsuki                     |
| Sura Berditchevsky        | Kátia                              |
| Ângela Figueiredo         | Beatriz                            |
| Odilon Wagner             | Joseph                             |
| Tânia Loureiro            | Olga                               |
| Neuza Caribé              | Zelinha (Joselina Vilhena)         |
| André Valli               | Pipoca                             |
| Aracy Cardoso             | Irene                              |
| Paulo Hesse               | Isaac                              |
| Lisa Vieira               | Clarice                            |
| Ênio Santos               | José Neves                         |
| Anilza Leoni              | Sofia Neves                        |
| Stepan Nercessian         | José (José Ambrósio)               |
| Ana Lúcia Torre           | Marta                              |
| Henri Pagnoncelli         | Horácio                            |
| Íris Bruzzi               | Dona Maria Amélia                  |
| Glória Christal           | Teresinha                          |
| Jacyra Silva              | Marlene                            |
| Sebastião Lemos           | Pepe                               |
| Neuza Borges              | Creusa                             |
| Paulo Pinheiro            | Vitório                            |
| Betty Goffman             | Monique                            |
| Guilherme Fontes          | Júnior                             |
| Othon Bastos              | Delegado Orestes                   |
| Narjara Turetta           | Lena (Madalena Ribeiro)            |
| Raul Gazola               | Oswaldo                            |
| Vicente Barcellos         | Sérgio                             |
| Suzana Faini              | Dra. Ana                           |
| Miguel Rosemberg          | Poli                               |
| David Massena             | Tonico                             |
| Marcelo Ibrahim           | Gastão Neves                       |
| Nélia Paula               | Lúcia Rangel                       |
| Lutero Luiz               | Padre Jaime                        |
| Francisco Dantas          | Bartolomeu Perez                   |
| Roberto Bataglin          | César                              |
| Maria Alves               | Araci                              |
| Jonas Bloch               | Werner                             |
| André Di Mauro            | Guido                              |
| Paulo Villaça             | Juiz Carlos Almeida Balbino        |
| Adriano Reys              | Mauro Pillar                       |
| Paulo Gonçalves           | Nando Pápi                         |
| Virgínia Lane             | Nina                               |
| Irma Álvarez              | Sônia                              |
| Diana Morel               | Jandira Sampaio                    |